# Camel (album)
Camel je eponymní debutové studiové album anglické progresivně rockové skupiny Camel, vydané v roce 1973.

## Seznam skladeb

### Strana 1
1. "Slow Yourself Down" (Andrew Latimer, Andy Ward) – 4:47
2. "Mystic Queen" (Peter Bardens) – 5:40
3. "Six Ate" (Latimer) – 6:06
4. "Separation" (Latimer) – 3:57

### Strana 2
1. "Never Let Go" (Latimer) – 6:26
2. "Curiosity" (Bardens) – 5:55
3. "Arubaluba" (Bardens) – 6:28

## Sestava
- Andrew Latimer - kytara, zpěv (A 1, 4)
- Peter Bardens - varhany, mellotron, piáno, syntezátory VCS 3, zpěv (B 1)
- Doug Ferguson - baskytara, zpěv (A 2, B 2)
- Andy Ward - bicí, perkuse